# Radulfo de Campo Lungo
Radulfo de Campo Lungo (en francés Raoul de Longchamp), llamado el Ardiente (Radulfus Ardens) (h. 1155 - 1215) fue un teólogo y filósofo escolástico francés. Fue discípulo de Alain de Lille y escribió un comentario sobre su poema Anticlaudianus hacia (1212).
Es conocido sobre todo por su clasificación de las artes mecánicas -las contrapuestas a las artes liberales-, que redujo a siete, igual número que las liberales. En función de su utilidad cara a la sociedad, las dividió en: ars victuaria, para alimentar a la gente; lanificaria, para vestirles; architectura, para procurarles una casa; suffragatoria, para darles medios de transporte; medicinaria, para curarles; negotiatoria, para el comercio; militaria, para defenderse.